# Saint-Julia-de-Bec
Saint-Julia-de-Bec  est une commune française, située dans le département de l'Aude en région Occitanie.
Sur le plan historique et culturel, la commune fait partie du Pays de Sault, un plateau situé entre 990 et 1310 mètres d'altitude fortement boisé. Exposée à un climat océanique altéré, elle est drainée par le ruisseau de Saint-Bertrand, le Bec, le ruisseau de Saint-Ferriol et par divers autres petits cours d'eau. La commune possède un patrimoine naturel remarquable : un site Natura 2000 (le « pays de Sault ») et quatre zones naturelles d'intérêt écologique, faunistique et floristique.
Saint-Julia-de-Bec est une commune rurale qui compte 99 habitants en 2022, après avoir connu un pic de population de 483 habitants en 1846. Ses habitants sont appelés les Saint-Julians ou  Saint-Julianes.

## Géographie

### Communes limitrophes
Les communes limitrophes sont  Belvianes-et-Cavirac, Granès, Puilaurens, Quillan, Saint-Ferriol, Saint-Just-et-le-Bézu et Saint-Louis-et-Parahou.
| Saint-Ferriol        | Granès             |                        |
| Quillan              | Saint-Julia-de-Bec | Saint-Just-et-le-Bézu  |
| Belvianes-et-Cavirac | Puilaurens         | Saint-Louis-et-Parahou |

### Hydrographie
La commune est dans la région hydrographique « Côtiers méditerranéens », au sein du bassin hydrographique Rhône-Méditerranée-Corse. Elle est drainée par le ruisseau de Saint-Bertrand, le Bec, le ruisseau de Saint-Ferriol, le ruisseau de la Jonquière, le ruisseau de la Michone, le ruisseau de Mal Pas, le ruisseau d'Empeiruquo, le ruisseau de Planèze et le ruisseau des Tuileries, qui constituent un réseau hydrographique de 18 km de longueur totale,.
Le ruisseau de Saint-Bertrand, d'une longueur totale de 18,5 km, prend sa source dans la commune de Saint-Louis-et-Parahou et s'écoule d'est en ouest. Il traverse la commune et se jette dans l'Aude à Quillan, après avoir traversé 3 communes.

### Climat
Pour des articles plus généraux, voir Climat de l'Occitanie et Climat de l'Aude.
En 2010, le climat de la commune est de type climat océanique altéré, selon une étude s'appuyant sur une série de données couvrant la période 1971-2000. En 2020, Météo-France publie une typologie des climats de la France métropolitaine dans laquelle la commune est exposée à un climat de montagne ou de marges de montagne et est dans la région climatique Pyrénées orientales, caractérisée par une faible pluviométrie, un très bon ensoleillement (2 600 h/an), un air sec, particulièrement en hiver et peu de brouillards.
Pour la période 1971-2000, la température annuelle moyenne est de 12 °C, avec  une amplitude thermique annuelle de 14,7 °C. Le cumul annuel moyen de précipitations est de 794 mm, avec 9,2 jours de précipitations en janvier et 5,5 jours en juillet. Pour la période 1991-2020 la température moyenne annuelle observée sur la station météorologique la plus proche, située sur la commune de Granès à 3 km à vol d'oiseau, est de 13,5 °C et le cumul annuel moyen de précipitations est de 724,6 mm,. Pour l'avenir, les paramètres climatiques de la commune estimés pour 2050 selon différents scénarios d’émission de gaz à effet de serre sont consultables sur un site dédié publié par Météo-France en novembre 2022.

### Milieux naturels et biodiversité

#### Réseau Natura 2000

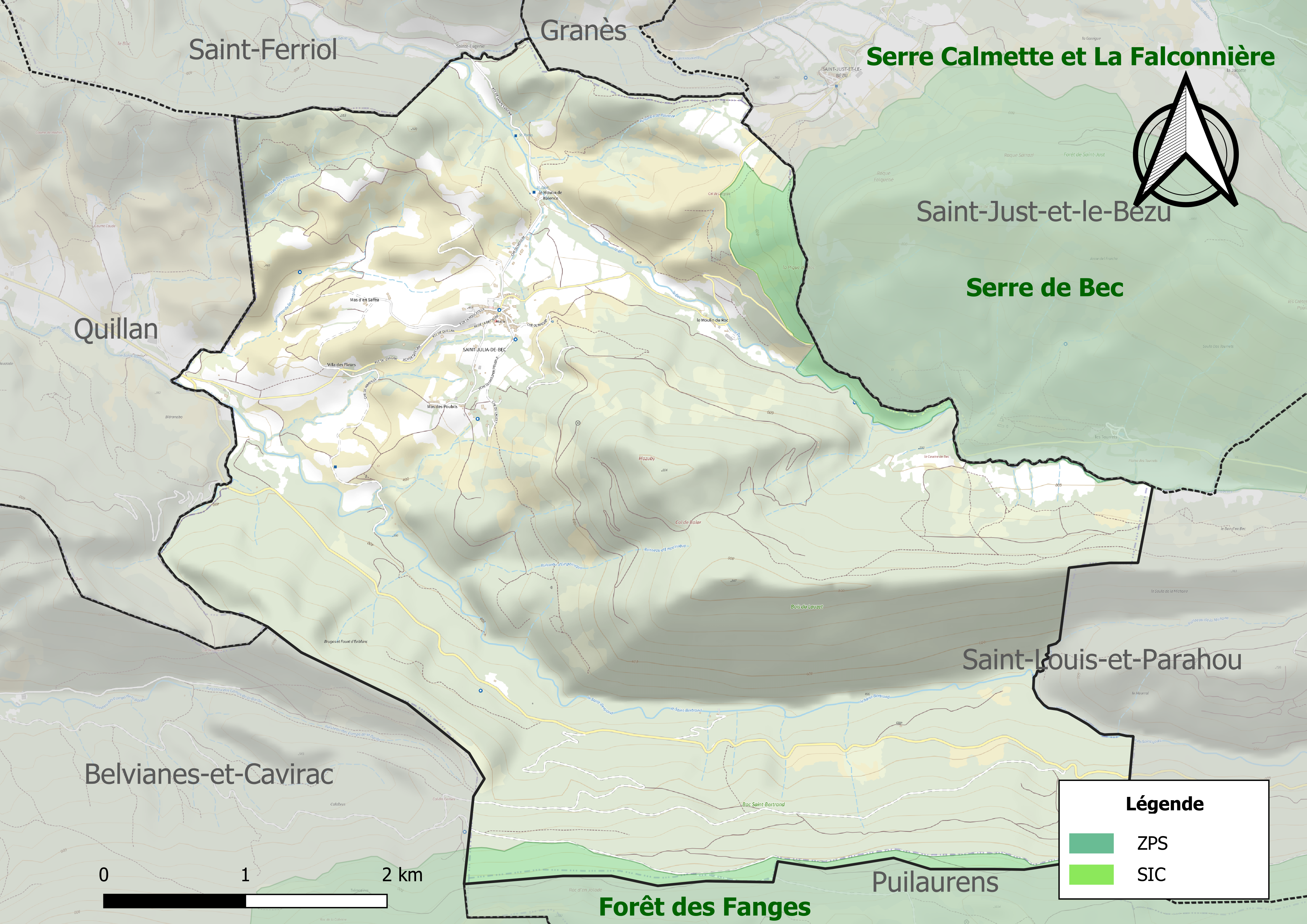
Sites Natura 2000 sur le territoire communal.

Le réseau Natura 2000 est un réseau écologique européen de sites naturels d'intérêt écologique élaboré à partir des directives habitats et oiseaux, constitué de zones spéciales de conservation (ZSC) et de zones de protection spéciale (ZPS).
Un site Natura 2000 a été défini sur la commune au titre  de la directive oiseaux : le « pays de Sault », d'une superficie de 71 499 ha, présentant une grande diversité d'habitats pour les oiseaux. On y rencontre donc aussi bien les diverses espèces de rapaces rupestres, en particulier les vautours dont les populations sont en augmentation, que les passereaux des milieux ouverts (bruant ortolan, alouette lulu) et des espèces forestières comme le pic noir.

#### Zones naturelles d'intérêt écologique, faunistique et floristique
L’inventaire des zones naturelles d'intérêt écologique, faunistique et floristique (ZNIEFF) a pour objectif de réaliser une couverture des zones les plus intéressantes sur le plan écologique, essentiellement dans la perspective d’améliorer la connaissance du patrimoine naturel national et de fournir aux différents décideurs un outil d’aide à la prise en compte de l’environnement dans l’aménagement du territoire.
Deux ZNIEFF de type 1 sont recensées sur la commune :
la « forêt des Fanges » (1 319 ha), couvrant 5 communes du département, et 
la « serre de Bec » (712 ha), couvrant 3 communes du département
et deux ZNIEFF de type 2, : 
- les « Fenouillèdes audois » (12 141 ha), couvrant 13 communes dont 11 dans l'Aude et 2 dans les Pyrénées-Orientales[18] ;
- le « pech Bugarach et Serre de Bec » (5 235 ha), couvrant 6 communes du département[19].

Carte des ZNIEFF de type 1 et 2 à Saint-Julia-de-Bec.
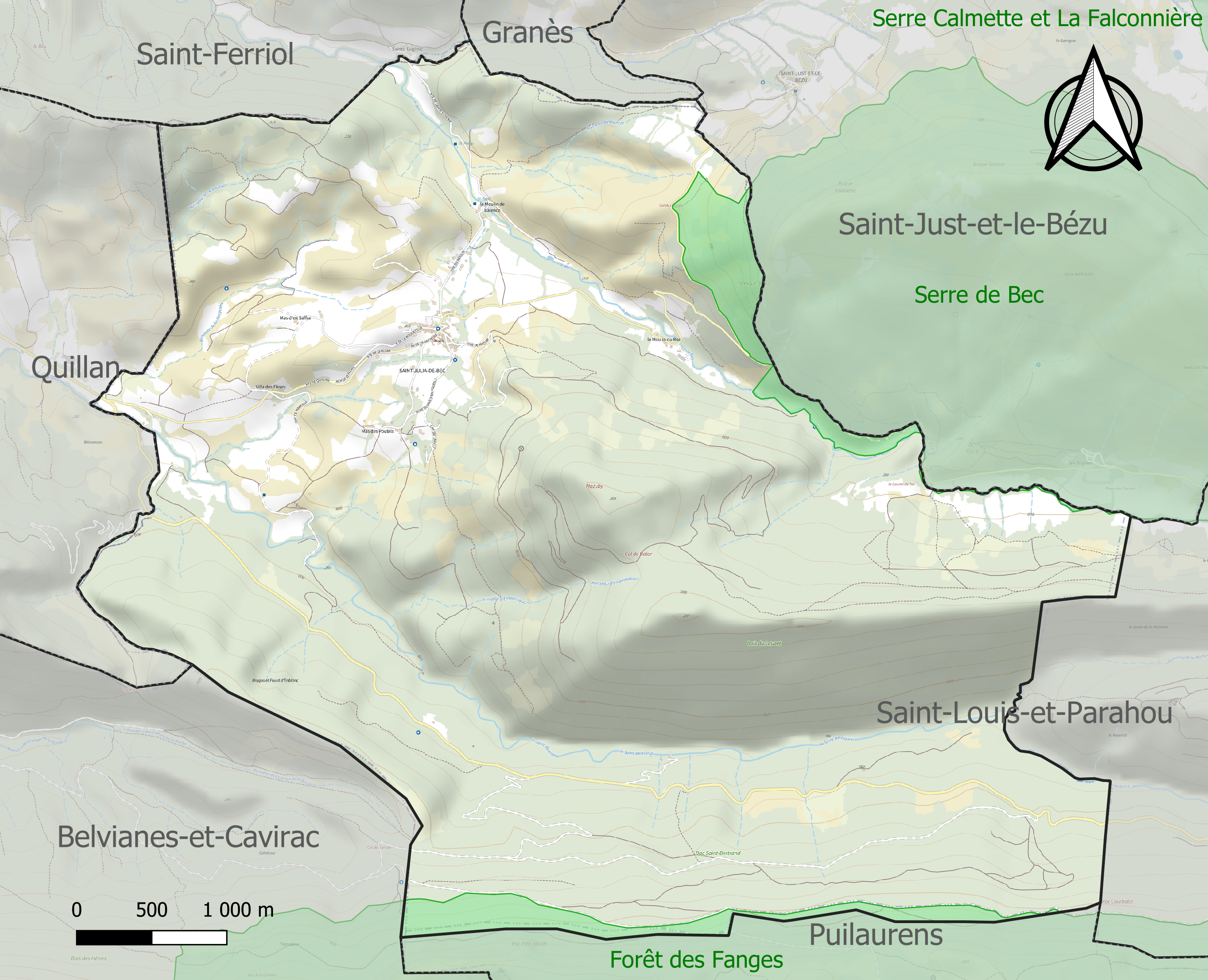
Carte des ZNIEFF de type 1 sur la commune.
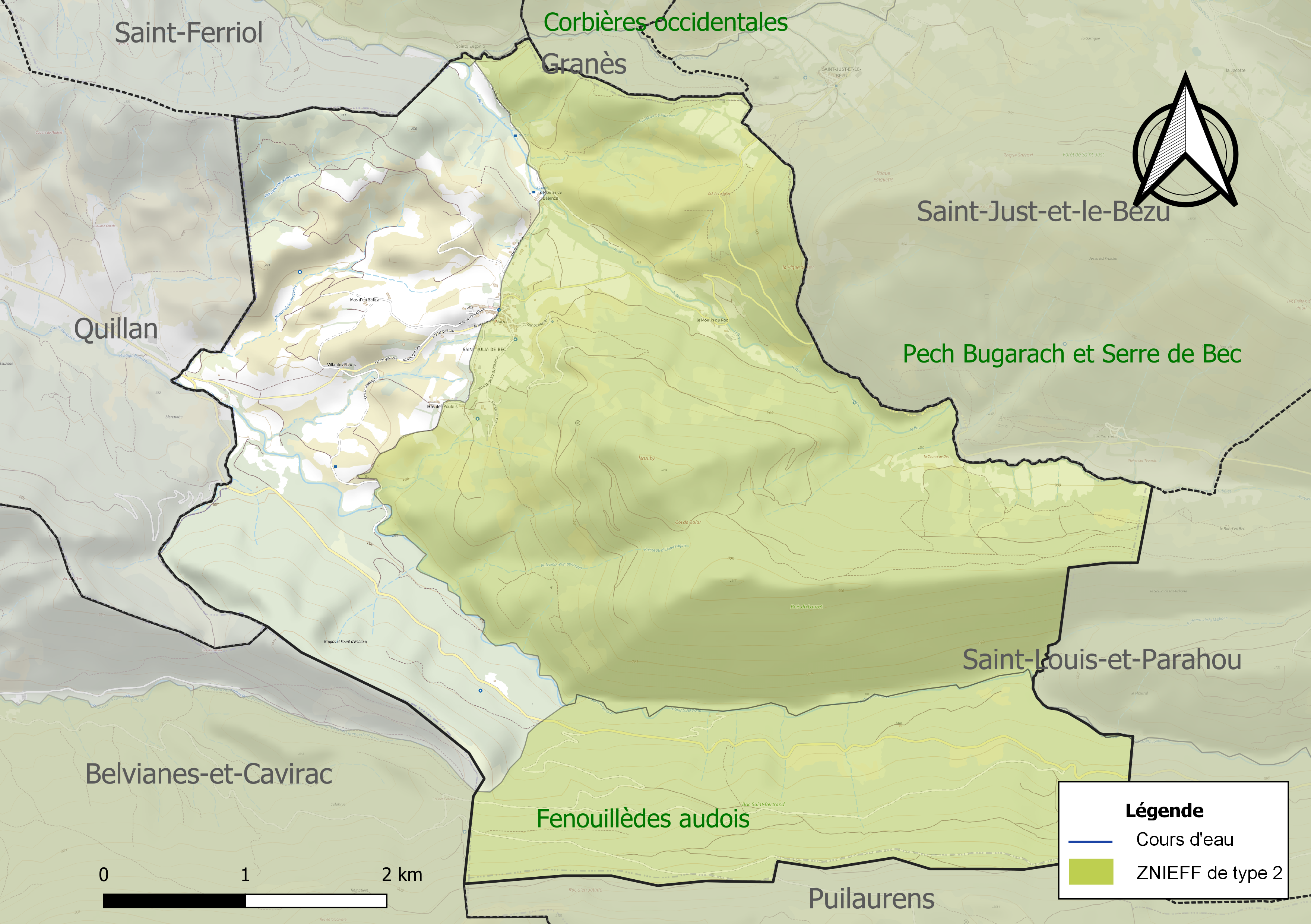
Carte des ZNIEFF de type 2 sur la commune.

## Urbanisme

### Typologie
Au 1er janvier 2024, Saint-Julia-de-Bec est catégorisée commune rurale à habitat dispersé, selon la nouvelle grille communale de densité à 7 niveaux définie par l'Insee en 2022.
Elle est située hors unité urbaine et hors attraction des villes,.

### Occupation des sols
L'occupation des sols de la commune, telle qu'elle ressort de la base de données européenne d’occupation biophysique des sols Corine Land Cover (CLC), est marquée par l'importance des forêts et milieux semi-naturels (85,1 % en 2018), en augmentation par rapport à 1990 (82,4 %). La répartition détaillée en 2018 est la suivante : 
forêts (56,8 %), milieux à végétation arbustive et/ou herbacée (28,3 %), zones agricoles hétérogènes (13 %), prairies (1,8 %). L'évolution de l’occupation des sols de la commune et de ses infrastructures peut être observée sur les différentes représentations cartographiques du territoire : la carte de Cassini (XVIIIe siècle), la carte d'état-major (1820-1866) et les cartes ou photos aériennes de l'IGN pour la période actuelle (1950 à aujourd'hui).

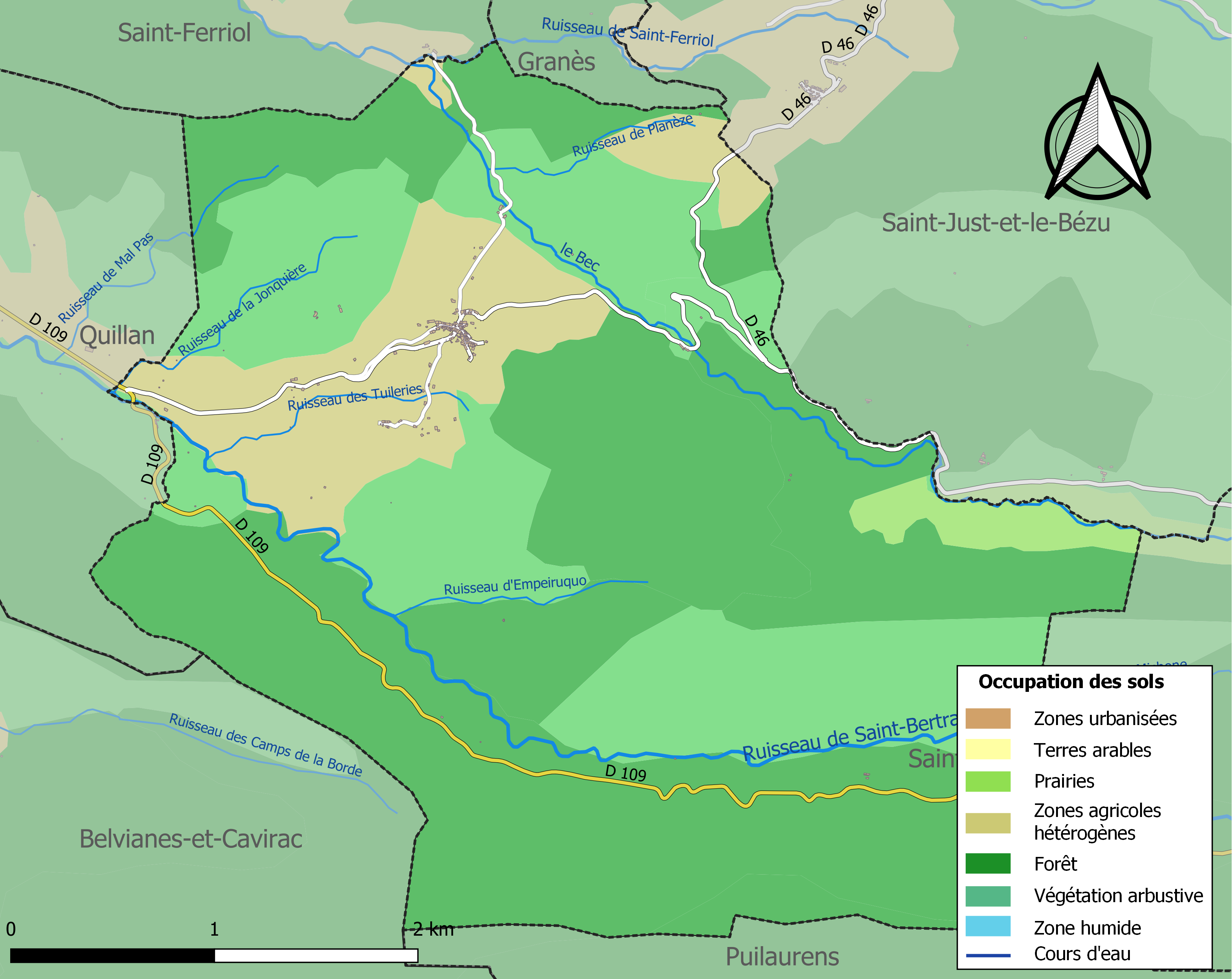
Carte des infrastructures et de l'occupation des sols de la commune en 2018 (CLC).

### Risques majeurs
Le territoire de la commune de Saint-Julia-de-Bec est vulnérable à différents aléas naturels : météorologiques (tempête, orage, neige, grand froid, canicule ou sécheresse), feux de forêts et séisme (sismicité modérée). Un site publié par le BRGM permet d'évaluer simplement et rapidement les risques d'un bien localisé soit par son adresse soit par le numéro de sa parcelle.

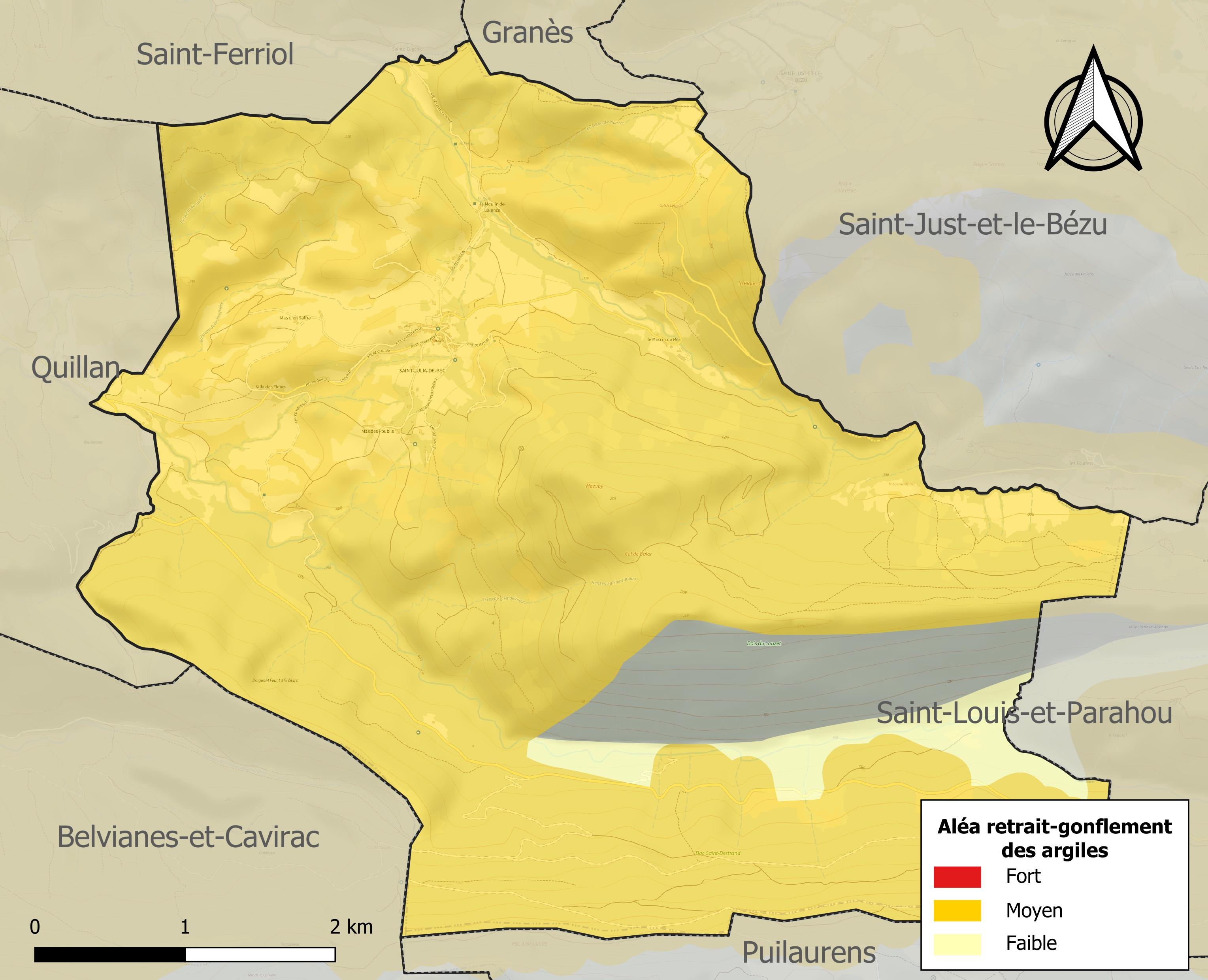
Carte des zones d'aléa retrait-gonflement des sols argileux de Saint-Julia-de-Bec.

Le retrait-gonflement des sols argileux est susceptible d'engendrer des dommages importants aux bâtiments en cas d’alternance de périodes de sécheresse et de pluie. 89,9 % de la superficie communale est en aléa moyen ou fort (75,2 % au niveau départemental et 48,5 % au niveau national). Sur les 107 bâtiments dénombrés sur la commune en 2019, 107 sont en aléa moyen ou fort, soit 100 %, à comparer aux 94 % au niveau départemental et 54 % au niveau national. Une cartographie de l'exposition du territoire national au retrait gonflement des sols argileux est disponible sur le site du BRGM,.

## Histoire
Anciens noms
Villa Sancti Juliani 1232, Castrum de Sancto Juliano 1290, Sainct Julien de Vals 1290, Rector Sancti Juliani de Valle 1347, Sainct Julien 1313-1500, Sainct Jullia 1571, Sainct Julian en laval de Sainct Nazaire 1389-1587, Sainct Julhia 1594, Sainct Joulian de Lavailh 1594, Sainct Julien du Val dans le Razès 1275-XVII, Le village de Sainct Julien 1037-1639, Saint Joulia 1781/1807

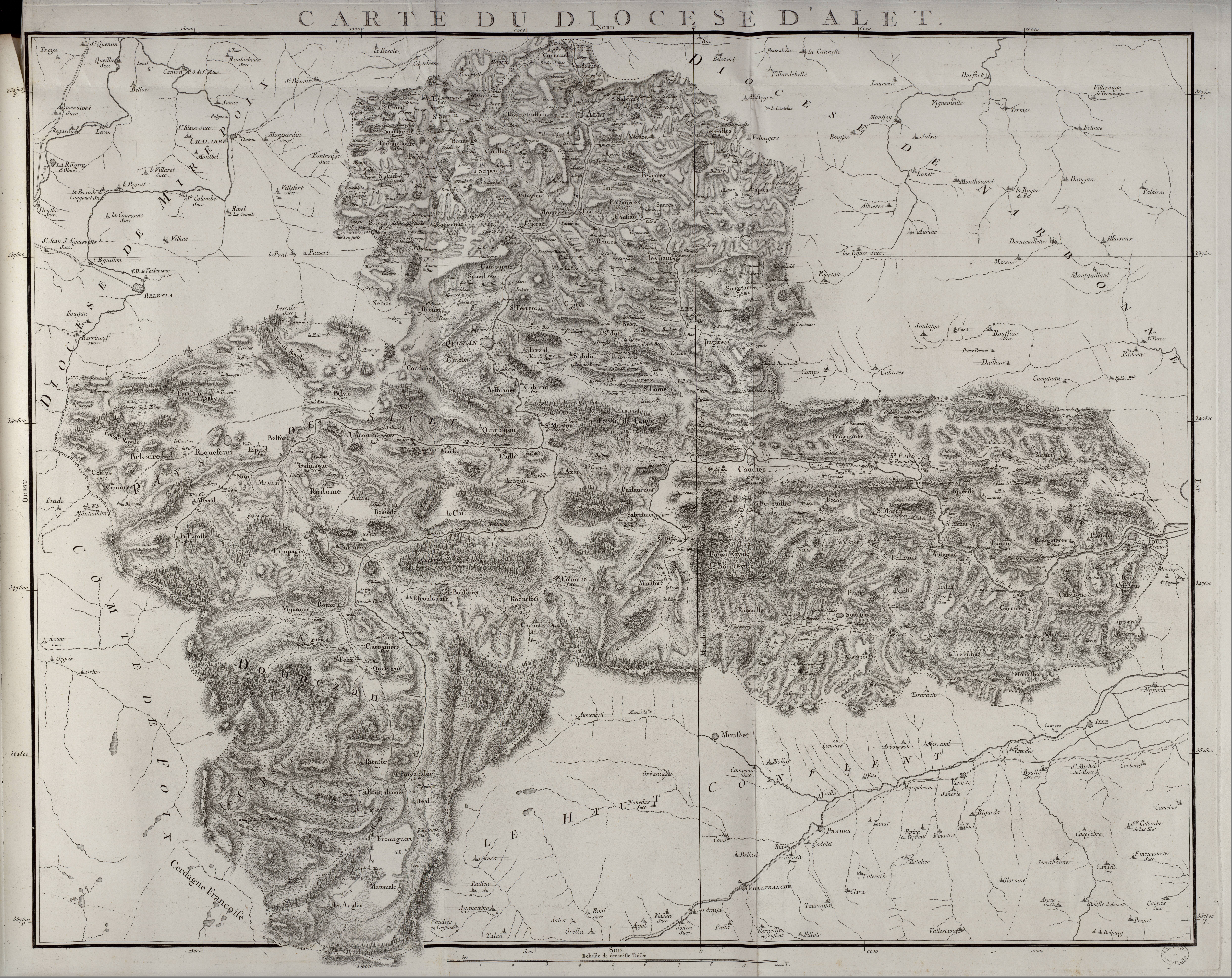
Carte du diocèse d'Alet (1781) : St-Julia

## Politique et administration

### Liste des maires
| Période                                  | Période  | Identité       | Étiquette | Qualité |
| ---------------------------------------- | -------- | -------------- | --------- | ------- |
| mars 2001                                | 2008     | Henri Reverte  |           |         |
| mars 2008                                | En cours | Didier Aveilha |           |         |
| Les données manquantes sont à compléter. |          |                |           |         |

## Démographie
L'évolution du nombre d'habitants est connue à travers les recensements de la population effectués dans la commune depuis 1793. Pour les communes de moins de 10 000 habitants, une enquête de recensement portant sur toute la population est réalisée tous les cinq ans, les populations de référence des années intermédiaires étant quant à elles estimées par interpolation ou extrapolation. Pour la commune, le premier recensement exhaustif entrant dans le cadre du nouveau dispositif a été réalisé en 2005.

En 2022, la commune comptait 99 habitants, en évolution de −4,81 % par rapport à 2016 (Aude : +2,65 %, France hors Mayotte : +2,11 %).
| 1793 | 1800 | 1806 | 1821 | 1831 | 1836 | 1841 | 1846 | 1851 |
| ---- | ---- | ---- | ---- | ---- | ---- | ---- | ---- | ---- |
| 400  | 409  | 361  | 413  | 445  | 416  | 450  | 483  | 459  |

| 1856 | 1861 | 1866 | 1872 | 1876 | 1881 | 1886 | 1891 | 1896 |
| ---- | ---- | ---- | ---- | ---- | ---- | ---- | ---- | ---- |
| 449  | 453  | 408  | 389  | 378  | 375  | 353  | 266  | 261  |

| 1901 | 1906 | 1911 | 1921 | 1926 | 1931 | 1936 | 1946 | 1954 |
| ---- | ---- | ---- | ---- | ---- | ---- | ---- | ---- | ---- |
| 242  | 240  | 241  | 201  | 228  | 198  | 190  | 163  | 133  |

| 1962 | 1968 | 1975 | 1982 | 1990 | 1999 | 2005 | 2006 | 2010 |
| ---- | ---- | ---- | ---- | ---- | ---- | ---- | ---- | ---- |
| 141  | 129  | 105  | 101  | 97   | 97   | 114  | 117  | 101  |

| 2015 | 2020 | 2022 | - | - | - | - | - | - |
| ---- | ---- | ---- | - | - | - | - | - | - |
| 106  | 104  | 99   | - | - | - | - | - | - |

## Économie

### Emploi
| Division       | 2008   | 2013   | 2018   |
| -------------- | ------ | ------ | ------ |
| Commune        | 10 %   | 24,2 % | 17,3 % |
| Département    | 10,2 % | 12,8 % | 12,6 % |
| France entière | 8,3 %  | 10 %   | 10 %   |

En 2018, la population âgée de 15 à 64 ans s'élève à 52 personnes, parmi lesquelles on compte 69,2 % d'actifs (51,9 % ayant un emploi et 17,3 % de chômeurs) et 30,8 % d'inactifs,. En  2018, le taux de chômage communal (au sens du recensement) des 15-64 ans est supérieur à celui de la France et du département, alors qu'il était inférieur à celui du département en 2008.
La commune est hors attraction des villes,. Elle compte 8 emplois en 2018, contre 7 en 2013 et 13 en 2008. Le nombre d'actifs ayant un emploi résidant dans la commune est de 27, soit un indicateur de concentration d'emploi de 29,9 % et un taux d'activité parmi les 15 ans ou plus de 36,7 %.
Sur ces 27 actifs de 15 ans ou plus ayant un emploi, 6 travaillent dans la commune, soit 22 % des habitants. Pour se rendre au travail, 77,8 % des habitants utilisent un véhicule personnel ou de fonction à quatre roues, 14,8 % s'y rendent en deux-roues, à vélo ou à pied et 7,4 % n'ont pas besoin de transport (travail au domicile).

### Activités hors agriculture
7 établissements sont implantés  à Saint-Julia-de-Bec au 31 décembre 2019.
Le secteur des activités spécialisées, scientifiques et techniques et des activités de services administratifs et de soutien est prépondérant sur la commune puisqu'il représente 42,9 % du nombre total d'établissements de la commune (3 sur les 7 entreprises implantées  à Saint-Julia-de-Bec), contre 13,3 % au niveau départemental.

### Agriculture
|               | 1988 | 2000 | 2010 | 2020 |
| ------------- | ---- | ---- | ---- | ---- |
| Exploitations | 9    | 5    | 3    | 1    |
| SAU (ha)      | 68   | 63   | 19   | 10   |

La commune est dans le Pays de Sault, une petite région agricole occupant le sud-ouest du département de l'Aude, également dénommée localement « Pyrénées centrales et pays de Sault ». En 2020, l'orientation technico-économique de l'agriculture  sur la commune est la polyculture et/ou le polyélevage. Une seule  exploitation agricole ayant son siège dans la commune est recensée lors du recensement agricole de 2020 (neuf en 1988). La superficie agricole utilisée est de 10 ha,,.

## Culture locale et patrimoine

### Lieux et monuments
- Église Saints-Julien-et-Basilisse de Saint-Julia-de-Bec. L'église est dédiée aux saints Julien et Basilisse.

### Héraldique
| Blason de Saint-Julia-de-Bec | Blason  | Parti de sinople et d'argent, à la bande brochant de l'un en l'autre. |
| Blason de Saint-Julia-de-Bec | Détails | Le statut officiel du blason reste à déterminer.                      |